# Ражанью
Ражанью (порт. machete de rajão) — небольшая пятиструнная гитара с острова Мадейра (Португалия), где она используется для аккомпанирования народным танцам.

## История
Ражанью часто ассоциируют с традиционными фольклорными танцами Мадейры и схожестью с укулеле. Одни из первых её упоминаний датируются XVII веком.
В 1879 году португальцы иммигранты (которые владели бизнесом по производству музыкальных инструментов) завезли ражанью (а также альт и брагу) на Гавайи, где позже она получила прозвище «скрипка с таро-патчем». Также ражанью можно назвать «матерью укулеле».
В 1897 году ражанью была экспортирована в больших количествах в Северную Африку.

## Описание
Ражанью имеет длину 70 см, а по конструкции и технике игры похожа на гитару. На современной ражанью часто используют металлические струны. Строй пятиструнной ражанью: D4-G4-C4-E4-A4; строй шестиструнной ражанью: D4-G4-C4-E4-A4-A4.
Струны (пятиструнной ражанью) расположены в данном порядке:
- Первая: Ля
- Вторая: Ми
- Третья: До
- Четвёртая: Соль
- Пятая: Ре